# Locomotiva kkStB 106
Le locomotive kkStB 106 erano locomotive a vapore con tender, con rodiggio 2-2-0, a vapore saturo, a 2 cilindri e doppia espansione delle Kaiserlich-königliche österreichische Staatsbahnen (KkStB, in italiano Imperial regie austriache ferrovie statali) e delle Südbahn.

## Storia
Il gruppo di locomotive kkStB 106 delle ferrovie imperial regie austriache venne costruito nel periodo di tempo tra il 1898 e il 1902, per l'effettuazione di treni viaggiatori veloci.
Si trattava di una versione migliorata del gruppo "6" con l'aumento della superficie di griglia a 3,0 m² per una migliore combustione del carbone disponibile in Austria. In totale vennero prodotte 99 unità da Steg, Floridsdorf e Wiener Neustadt. 
Le locomotive della serie 106 vennero impiegate nelle stesse linee sulle quali operavano le precedenti serie 6.
Contemporaneamente alla kkStB la Südbahn (ferrovia del sud) ne acquistò 27 unità da Floridsdorf, Steg e MÁVAG; le macchine fornite furono immatricolate come 106.101-122 e 106.125-129.
Alla fine della prima guerra mondiale solo 42 locomotive rimasero alle nuove ferrovie austriache statali (BBÖ). La maggior parte, 43 unità passarono alle ferrovie della Cecoslovacchia come ČSD 264.1. Alle ferrovie della Polonia (PKP) vennero assegnate otto unità classificate Pd13. La Jugoslavia ricevette 19 unità (JDZ 104.001-019) mentre all'ungherese MÁV andarono 9 macchine (224.301-309). L'unica macchina assegnata alle FS italiane fu la 106.87 immatricolata come 554.001. Alcune macchine risultarono disperse durante la guerra o demolite.
In seguito all'Anschluss la Deutsche Reichsbahn nel 1938 incorporò 17 unità come DR 13.1.

## Ripartizione della costruzione tra le fabbriche
Ordinazioni e consegne alle KkStB:
- 106.01–12: Steg, 1898,
- 106.13–20: Floridsdorf, 1898,
- 106.21–37: Wiener Neustadt, 1899,
- 106.38–44: Steg, 1899,
- 106.45–52: Floridsdorf, 1899–1900,
- 106.53–67: Wiener Neustadt, 1900,
- 106.68–75: Floridsdorf, 1900–1901,
- 106.76–99: Wiener Neustadt, 1901–1902

Ordinazioni e consegne alla Südbahn:
- 106.101-122: StEG, 1898-1902,
- 106.125-129: MAVAG, 1902-1903

## Impianti di assegnazione
- Vienna,
- Linz,
- Innsbruck,
- Landeck,
- Feldkirch,
- Praga,
- Plzeň,
- České Budějovice II
- Tábor
- Schönberg
- Krnov
- Leopoli
- Przemyśl
- Stanislav
- Stryj

## Caratteristiche tecniche
La locomotiva aveva la classica impostazione di fine secolo XIX per treni viaggiatori veloci; con rodiggio 2-2-0, ruote motrici di grande diametro adatte a raggiungere velocità senza un eccessivo (e deleterio per l'usura) movimento alternativo dello stantuffo motore e carrello anteriore biassiale di guida per una inscrizione decisa nelle curve e tender separato. La caldaia forniva vapore saturo ed era tarata a 13 bar. Per migliorare il prelievo di vapore quanto più secco possibile aveva la classica caratteristica a due duomi collegati delle locomotive austriache.  Il motore a 2 cilindri a doppia espansione azionava, mediante biella motrice, il primo dei 2 assi motori a loro volta accoppiati mediante biella di accoppiamento.
Le locomotive avevano il sistema di frenatura a vuoto.